# Deinopa ostia
Deinopa ostia är en fjärilsart som beskrevs av Druce 1898. Deinopa ostia ingår i släktet Deinopa och familjen nattflyn. Inga underarter finns listade i Catalogue of Life.